# Miltiades Manno
Miltiades Manno (Pančevo, 3 marzo 1880 – Budapest, 16 febbraio 1935) è stato un calciatore, canottiere e scultore ungherese.

## Carriera
Nel 1901 e nel 1902 prese parte ai primi due campionati di calcio ungheresi della storia, vincendoli entrambi e conquistando in ambo i casi il titolo di capocannoniere.
Nel 1912 fece parte della squadra ungherese di canottaggio ai Giochi Olimpici di Stoccolma, dove venne eliminato al primo turno.
Nel 1932 ottenne una medaglia d'argento alle Olimpiadi per la scultura (facente parte delle discipline artistiche, le cui competizioni si tennero solo fino al 1948).

## Palmarès

### Club
- Campionato ungherese: 2

BTC: 1901, 1902

### Individuale
- Capocannoniere del campionato ungherese: 2

1901 (17 gol), 1902 (10 gol)